# Шпилька (деталь)

Шпилькове з'єднання

Шпилька — кріпильна деталь у формі циліндричного стержня, що має різьбові частини на двох кінцях.

Шпильки призначені для з'єднання деталей як з різьбовими так і з гладкими отворами.

Виготовляються шпильки класу точності А та В.
Як правило шпильки виробляються на верстатах-автоматах з автоматної сталі.
Довжина вгвинчуваного різьбового кінця (b1) шпильки залежить від матеріалу, в яку вгвинчують шпильку. Для твердих і міцних матеріалів b1 вибирають 1d і 1,25d, для м'яких — 1,6d, 2d і 2,5d.
Шпильки за ГОСТ 22032-76… ГОСТ 22041-76 виготовляють з номінальним діаметром різьби від 2 до 48 мм з нормальним та малими кроками різьби.

## Умовне позначення
В умовному позначенні шпильок вказують:
- — слово «Шпилька»;
- — цифру 2 для шпильок виконання 2;
- — номінальний діаметр різьби;
- — крок різьби (тільки для різьби з малим кроком);
- — поле допуску різьби;
- — довжину шпильки;
- — клас міцності;
- — марку сталі;
- — вид покриття;
- — товщину покриття;
- — номер стандарту на шпильку.